# 윌리엄 휘스턴

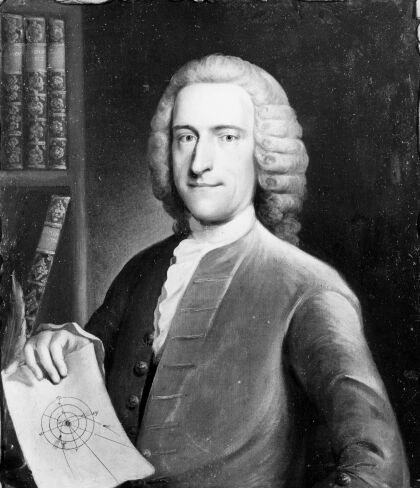
윌리엄 휘스턴

윌리엄 휘스턴(William Whiston, 1667년 12월 9일 ~ 1752년 8월 22일)은 영국의 신학자이자 역사가, 수학자이다.
그는 이신론을 주장하며, 성경이 영적인 진리만을 갖고 있으며, 삼위일체를 부인하여 케임브리지 대학교에서 제명당하였다. 그는 지옥의 영원한 형별교리가 너무 잔인하므로 하나님에게 모욕적으로 보아 부정하였다.

## 같이 보기
- 격변설